# Ups & Downs
"Ups & Downs"/"Bang Out" é uma canção do rapper estadunidense Snoop Dogg lançada como quarto single do seu sétimo álbum de estúdio R&G (Rhythm & Gangsta): The Masterpiece, sendo o único single do álbum a não ter a produção da dupla The Neptunes. A canção contém a participação dos Bee Gees e foi produzida por Warryn Campbell, o vídeo da música foi produzido por Steve Stone. O vídeo do single foi unida com o da canção "Bang Out", porem são duas canções diferentes.

## Musica e vídeo
O vídeo da música foi dirigido por Anthony Mandler e consiste em três partes. A primeira metade foi filmado inteiramente em preto e branco para dar aparência de filmagens de videos da década de 70.
O single Nuthin' but a 'G' Thang foi usado na introdução do vídeo.
Na segunda parte do vídeo "Bang Out" conta com a participação dos rapper's Warren G e Nate Dogg.

## Desempenho nas paradas
| Paradas (2005)                                     | Melhor posição |
| -------------------------------------------------- | -------------- |
| O campo songid é OBRIGATÓRIO PARA PARADA ALEMÃ     | 84             |
| Austrália (ARIA)                                   | 25             |
| Bélgica (Ultratop 50 de Flandres)                  | 3              |
| Bélgica (Ultratop 50 da Valônia)                   | 14             |
| Estados Unidos (Billboard R&B/Hip-Hop Songs)       | 67             |
| Estados Unidos (Billboard Hot R&B/Hip-Hop Airplay) | 66             |
| Estados Unidos (Billboard Hot Singles Sales)       | 20             |
| Finlândia (Suomen virallinen lista)                | 19             |
| Irlanda (IRMA)                                     | 19             |
| Reino Unido (UK Singles Chart)                     | 36             |
| Suíça (Schweizer Hitparade)                        | 46             |